# Joaquín Ezquerra del Bayo
Pour les articles homonymes, voir Bayo.
Joaquín Ezquerra del Bayo, né à Ferrol (Galice, Espagne) le 11 septembre 1793 et mort à Tudela (Navarre, Espagne) le 14 août 1859, est un ingénieur espagnol.

## Biographie
Il est l'un des membres fondateurs de l'Académie royale des sciences exactes, physiques et naturelles. Joaquín Ezquerra del Bayo a été inspecteur général du corps des ingénieurs des mines, professeur du travail des mines et de mécanique appliquée à l'École spéciale du même corps. Il a par ailleurs été membre de diverses sociétés scientifiques et l'auteur de diverses œuvres et travaux industriels importants.

## Publications

### Essais
- Elementos de laboreo de minas[2]
- Memorias sobre las minas nacionales de Rio-Tinto[3]
- La Duquesa de Alba y Goya[4]
- Indicaciones geognósticas sobre las formaciones terciarias del Centro de España
- Apuntes geognósticos y mineros sobre una parte del Mediodía de España
- Observaciones geognósticas y mineras sobre la sierra del Moncayo
- Algo sobre los huesos fósiles de las inmediaciones de Madrid
- Descripción de la sierra Almagrera y su riqueza actual
- Sobre el estado actual, y marcha progresiva de las minas del barranco Jaroso de Sierra Almagrera
- Datos sobre la estadística minera de España en 1839
- Indicaciones geognósticas sobre las formaciones terciarias del Centro de España. Sobre los antiguos diques de la cuenca terciaria del Duero
- Resumen estadístico razonado de la riqueza producida por la industrua minera en España durante el año 1814
- Geología. Nieves perpetuas y bloques erráticos
- Descripción geognóstica y minera de los criaderos de Santa Cruz de Mudela
- Descripción geognóstica y minera de la provincia de Zamora
- Descripción geognóstica y minera de la provincia de Palencia
- Sobre el carbón de piedra de Castilla la Vieja
- Sobre la producción de los metales preciosos
- Elementos de laboreo de minas
- Memoria sobre las minas nacionales de Riotinto
- Ensayo de una descripción general de la estructura geológica del terreno de España en la Península
- Sobre los escoriales de fundiciones antiguas en España
- Die Bergwerke von Hiendelaencina in der provinz de Guadalajara
- Geonostiche übersichtskarte von Spanien
- Observaciones sobre el estado actual y mejoras que admiten las labores de beneficio de las minas de Riotinto
- Modernos descubrimientos en el interior de África
- Sobre la fosforita de Logrosán
- Sobre la necesidad de trazar la línea meridiana en varios puntos del territorio de la Península

### Prose
- Pasatiempos literarios, Madrid, 1856, Lendas
- Parangón entre el esclavo y el propietario libre en el siglo XIX, Madrid, 1856
- Viaje por el Norte de Europa hasta Suecia y Noruega, Madrid, 1857

### Traduction
- (es) Charles Lyell (trad. Joaquín Ezquerra del Bayo), Elementos de geología, Madrid, Imprenta de Don Antonio Yenes, 1847 (lire en ligne)